# 宋若莘
宋若莘（8世纪？—820年？），唐朝贝州清阳县（今河北清河东）人，宋氏五姐妹之长。父亲宋庭芬，世为儒学。
宋庭芬有才华，生五女，分别取名为宋若莘、宋若昭、宋若伦、宋若宪、宋若荀，都很聪明。宋庭芬教给她们学习经史和诗赋。没成年时，五个女儿均能书写文章。宋若莘、宋若昭的文章尤其清丽淡雅，不追时尚。她们对父母表示，这辈子不嫁人，愿以学问使父母扬名。大姐宋若莘教导四个妹妹非常严格。她仿效《论语》，著《女论语》十篇，内容皆以妇女所尚。妹妹宋若昭加以注解，甚有条理。《女论语》流行较广，长期成为女学童的教材，同班昭的《女诫》共为妇女书中的名作。
贞元四年（788年），昭义节度使李抱真表荐宋氏五姐妹。唐德宗将她们召入宫内，加试诗赋，并考问经史大义，深为赞歎。唐德宗能作诗，每次与侍臣作诗唱和，都要宋氏姊妹出席，唐德宗钦佩她们卓尔不群的气节，不以宫女妾侍对待，称呼她们为学士、先生。她们的父亲宋庭芬因此而授官饶州司马，习艺馆内，敕赐高级宅第，有俸料。元和末年（约820年左右），宋若莘逝世，赠河内郡君。宋若莘自贞元七年（791年）以后，一直掌管着宫中记注、簿籍。宋若莘去世后，唐穆宗又命宋若昭接管。